# 第4艦隊 (日本海軍)
第四艦隊（日语：／ Daiyon Kantai ?）是旧日本海軍的一支舰队编制。日本海军从明治时代后期起至第二次世界大战为止，先后设立过3次第四舰队：最初是日俄战争因应日军进攻库页岛（日方称“樺太”、俄方称“萨哈林岛”）而编制；第二次1937年是为了支援进攻中国大陆而编制；第三次是太平洋战争时期为了防守南洋群岛而编制。此外，日军为了进行演习而一度临时编成过一次第四舰队。

## 第一次编成
1905年6月14日，日军为了进行库页岛之战而第一次组建第四舰队。编入的舰艇都是些老旧的军舰，以及日军捕获的状态较好的俄国第二太平洋舰队的舰艇。战争结束后参加了凯旋阅舰式，随后解散。

### 编制
- 第7战队：鎮遠、壹岐（英语：Russian battleship Imperator Nikolai I (1889)）、冲岛、见岛
- 第8战队：嚴島、橋立、松島
- 第9战队：鸟海（日语：鳥海 (砲艦)）、摩耶（日语：摩耶 (砲艦)）、赤城（日语：赤城 (砲艦)）、宇治、第1艇队、第10艇队、第11艇队、第15艇队、第20艇队
- 附属：满洲、台南丸

### 司令长官
1. 出羽重远海军中将

### 参谋长
1. 山屋他人（日语：山屋他人）海军少将

## 临时编成
1933年（昭和8年），日本海军举行了海军大演习，并特为此临时组建第四舰队作为假想敌（红军）。随演习结束解散。
1935年（昭和10年）7月20日，日本海军再度举行昭和10年度海军大演习，是次演习中聯合艦隊（第一艦隊、第二艦隊）作为蓝军，而第四舰队作为假想敌红军再次临时编成。9月26日，第四舰队因受到台风影响而发生第四艦隊事件，除了潜艇之外大部分舰艇均因受到台风吹袭而受到损伤。即使如此，演习也没有取消，第四舰队舰况较好的舰艇继续参加演习，直到10月7日演习结束解散。

### 第一期
- 独立旗舰：足柄
- 第5战队：妙高、那智、羽黑
- 第9战队：天龍、北上、大井、木曾
- 第3水雷战队：鬼怒
  - 第4驱逐队：秋风（日语：秋風 (駆逐艦)）、帆风（日语：帆風 (駆逐艦)）、羽风
  - 第23驱逐队：菊月、三日月（日语：三日月 (睦月型駆逐艦)）、望月、夕月（日语：夕月 (駆逐艦)）
  - 第30驱逐队：睦月、如月、弥生、卯月
- 第4水雷战队：那珂
  - 第7驱逐队：曙、胧（日语：朧 (吹雪型駆逐艦)）、潮
  - 第8驱逐队：夕雾（日语：夕霧 (吹雪型駆逐艦)）、潮
  - 第11驱逐队：白雪、初雪
  - 第12驱逐队：叢雲、薄云（日语：薄雲 (吹雪型駆逐艦)）、白云（日语：白雲 (吹雪型駆逐艦)）
- 第3潜水战队：迅鲸（日语：迅鯨 (潜水母艦)）
  - 第19潜水队：伊156、伊157、伊158
  - 第27潜水队：呂65（日语：呂号第六十五潜水艦）、呂66（日语：呂号第六十六潜水艦）、呂67（日语：呂号第六十七潜水艦）
  - 第30潜水队：伊165、伊166（日语：伊号第百六十六潜水艦）、伊167（日语：伊号第六十七潜水艦）
- 附属：神威（日语：神威 (水上機母艦)）、能登呂、鸣户（日语：鳴戸 (給油艦)）、间宫（日语：間宮 (給糧艦)）
  - 第26驱逐队：栗（日语：栗 (駆逐艦)）、楡（日语：楡 (樅型駆逐艦)）、栂（日语：栂 (駆逐艦)）、柿（日语：柿 (樅型駆逐艦)）

### 第二期
- 第2战队：足柄、川內、大鯨
- 第5战队：（同第一期）
- 第7战队：最上、三隈
- 第9战队：（同第一期）
- 第3水雷战队：（同第一期）
- 第4水雷战队：（同第一期）
- 第3潜水战队：（同第一期）
- 第一航空战队：（自第一舰队借调）鳳翔、龍驤
  - 第5驱逐队：朝风（日语：朝風 (2代神風型駆逐艦)）、春风（日语：春風 (2代神風型駆逐艦)）、松风（日语：松風 (2代神風型駆逐艦)）、旗风（日语：旗風 (駆逐艦)）
- 附属：神威、鹤见（日语：鶴見 (給油艦)）、严岛（日语：厳島 (敷設艦)）

## 第二次编成

### 经历
1937年七七事变爆发，日军为了加强在华实力，决定将原本仅为临时设立的第四舰队改为常设舰队。同年10月20日，正式组建第四舰队，以支援驻上海的第三艦隊，司令为丰田副武海军中将。之后日本海军又将第三、第四舰队联合组成中国方面舰队，规模上已经接近主力联合舰队。
第四舰队的主要职责为在黄海、东海一带进行警戒，牵制欧美各国驻留在青岛的舰艇。同年11月上旬，第四舰队协助日本陆军（柳川平助中将率领的柳川兵团）进行杭州湾登陆作战，其后从第二艦隊手中接过封锁华北的任务。1938年（昭和13年）1月10日，登陆占领青岛，而陆军第2軍第5师团则姗姗来迟，双方之间顿生龃龉，导致海陆两军之间因青岛一事而产生紧张气氛。
1939年（昭和14年）11月15日，第四舰队改称第三遣支艦隊。第三遣支舰队以野村直邦海军中将为司令，以第12战队及青岛方面特别根据地队为主要组成。
其后第三遣支舰队又陆续将部分部队划入第五艦隊。到改制一年多的时间点，中國戰場支持行動已經差不多，舰队下属大部分兵力均已调走，准备进行太平洋战争。1942年4月10日，舰队降格为青岛方面特别根据地队，直到战争结束都一直在青岛一带陆地进行活动。

### 编制（新组建时）
- 独立旗舰：足柄
- 第9战队（第五舰队组建时调走）：妙高、长良
- 第14战队（第五舰队组建时调走并改称第10战队）：天龍、龍田
- 第4水雷战队：木曾
  - 第6驱逐队：響、雷、電
  - 第10驱逐队：狭雾、涟（日语：漣 (吹雪型駆逐艦)）、曉
  - 第11驱逐队：吹雪、白雪、初雪
- 第5水雷战队：夕張
  - 第13驱逐队：若竹、吳竹、早苗
  - 第16驱逐队：朝顏、夕顏、芙蓉、刈萱

### 历任司令长官（改编前）
1. 丰田副武海军中将：1937年10月20日 -
2. 日比野正治（日语：日比野正治）海军中将：1938年11月15日 - 改编同时调出

### 历任参谋长（改编前）
1. 小林仁（日语：小林仁 (海軍軍人)）海军少将：1937年10月20日 -
2. 冈新（日语：岡新）海军少将：1938年9月1日 - 改编同时调出

## 第三次编成

### 经历

#### 太平洋战争前
至1938年（昭和13年）2月1日，日本海军中国方面舰队麾下共拥有第三、第四、第五三支舰队的庞大兵力。但日本海军担忧随着在中国的战事不断延长，舰艇大量集中于中国方面舰队，万一日本必须与第三国开战（如英国、美国等），海军将会处于被动状态。1939年（昭和14年）4月左右，軍令部开始研究第四、第五舰队从中国方面舰队独立出来，以加强和联合舰队进行演练的可能性。同年11月15日，原第四舰队改称第三遣支舰队，同时新设第四舰队，以片桐英吉海军中将为司令，负责南洋群岛建设地的调查和防御。虽然这支第四舰队沿用了旧名，但实际上已经是从新设立的新舰队。
第四舰队第三次组建时，一开始是直属大本营，并不包括进联合舰队的编制。行动区域为南纬25°以北、东经175°以西的外南洋群岛，其中包括荷屬東印度全部地区。当其时日本海军正在考虑对荷兰开战，故此第四舰队也负有向荷属东印度进军的使命。尽管如此，第四舰队刚组建时也仅有两艘水上飞机母舰和两艘驱逐舰而已。
1940年（昭和15年）2月5日，大本营将横滨海军航空队划入第四舰队。5月1日开始，进一步增强舰队实力，陆续将第18战队（水雷战）、第5潜水战队（潜艇战）以及一艘水上飞机母舰划入舰队编制内此时第四舰队实力依然比较弱下，不足以维持战争的消耗。
同年5月10日，就在第四舰队增强实力后不久，德軍开始挥师西进，发动荷蘭戰役。5月13日荷兰政府流亡英国，5月15日荷兰本土向德军投降。。因应情势突变，大本营决定防备德国海军在南洋群岛进行布雷，同时显示武力。11日军令部发出指示，要求第四舰队以帛琉（帕劳）为基地，开始做出战准备。第四舰队各队接令，15-25日间以远洋航海的名义陆续出动。随后日本政府与国联、德国达成共识，维持荷属东印度现状，没有发生武装冲突，因此各单位在9月间陆续返回日本。
此时，德国看起来已经快要获得二战的胜利。阿道夫·希特勒扬言要重新夺回德国当年的旧殖民地，假若如此，日本很可能会丢掉在第一次世界大战期间从德国夺得的南洋群岛。日本海军从南洋群岛问题出发，开始讨论进攻法属印度支那和荷属东印度问题。原本负责南洋群岛的第四舰队，如今还要加上对英美作战的任务，责任将会非常重大。同年8月，日本海军决定实施应急战备，解散练习舰队，将两艘居住条件比较好的新造训练舰分别作为第四、第六舰队旗舰。 同年11月15日，开始整编中部太平洋的战力，第四舰队增加拥有水上飞机能力的根据地队，以及水雷战队，同时大幅度扩充司令部人手。扩编后的第四舰队开始隶属于联合舰队麾下。
1941年（昭和16年）8月8日，原第四舰队司令长官高須四郎海军中将调任第一舰队司令长官，时任海軍航空本部井上成美海军中将接手第四舰队司令长官一职。井上当时鼓吹战列舰过时论，强调海军航空兵才是重点。
按照日军的第一阶段作战计划，第四舰队将会展开对威克島的作战行动。

#### 太平洋战争
1941年（昭和16年）12月1日，第18战队单独设立司令部，不再占用第四舰队司令部。同时，开始设置陆战用的防备队，防守加罗林群岛、帕劳群岛和馬紹爾群島等地。南洋群岛的防守部队称为南洋部队，指挥官依然为第四舰队司令长官。第四舰队需要防守广大的地域，井上曾请求获得更多增援，但日本海军各处都捉襟见肘，并没能给第四舰队增派多少兵力。
中途岛海战后的1942年（昭和17年）7月14日，日本海军鉴于在东南方向战线扩大，第四舰队需要同时负责内南洋与外南洋，力不从心；同时与东南方向的陆军第17軍不睦，决定以三川軍一海军中将组建第八艦隊，负责外南洋地区。而第四舰队则专管内南洋，负责警备以及保护海上交通。
1943年11月，美军发动吉爾伯特及馬紹爾群島戰事，将反攻的前锋推进到了内南洋地区。11月底美军发起塔拉瓦戰役，攻占了塔拉瓦环礁；1944年1月底瓜加林战役，夺取了瓜加林環礁。2月17日，美军发起冰雹行動，楚克群島（特鲁克岛）的指挥机能瘫痪。联合舰队主力被迫转移到帕劳，但2月底的帕劳空袭又对帕劳的设施造成重创。至此日军已经丧失了内南洋的制海权，第四舰队的舰队根据地守备队已经失去了意义。3月4日，日本海军组建中部太平洋方面艦隊，司令部设在塞班岛。第四舰队也转隶属于中部太平洋方面艦隊下。6月塞班島戰役开始，中部太平洋方面艦隊司令部全灭，孤悬海外的第四舰队与日本本土失去了联系，只能依靠各地守军自行筹备补给，直至战争结束。

### 编制

#### 新组建时
- 第17战队[12]：千歲、神威
- 附属[12]：
  - 第30驱逐队：睦月、望月

#### 1940年5月31日，增强时
- 第17战队：（同新建）
- 第18战队：多摩、常磐
- 第5潜水战队：由良
  - 第9潜水隊：伊123、伊124[42]
  - 第13潜水隊：伊121、伊122
  - 第21潜水隊：呂33、呂34[43]
- 附属：
  - 第30驱逐队：睦月、如月、弥生、望月
  - 苍鹰（日语：蒼鷹 (急設網艦)）、能登呂
  - 横滨海軍航空隊（日语：横浜海軍航空隊）

#### 1940年11月15日，年度舰队编制
- 第18战队：鹿岛、天龙、龙田
- 第19战队：冲岛（日语：沖島 (敷設艦)）、常磐
- 第6水雷战队：夕张
  - 第29驱逐队：追风（日语：追風 (2代神風型駆逐艦)）、疾风（日语：疾風 (2代神風型駆逐艦)）、朝凪（日语：朝凪 (駆逐艦)）、夕凪
  - 第30驱逐队：睦月、如月、弥生、望月
- 第7潜水战队：迅鲸
  - 第26潜水队：呂60、呂61、呂62
  - 第27潜水队：呂65、呂66、呂67
  - 第33潜水队：呂63、呂64、呂68
- 第3根据地队：
  - 福山丸、第55駆潜隊、第3防备队、第7航空隊、特設望楼2
- 第5根据地队：
  - 第8炮舰队、胜永丸、第4防备队、第5通信隊、第8航空隊

#### 1941年12月10日，太平洋战争开战
- 独立旗舰：鹿岛
- 第18战队：天龍、龍田
- 第19战队：冲岛（日语：沖島 (敷設艦)）、常磐、津轻（日语：津軽 (敷設艦)）、天洋丸
- 第6水雷战队：夕張
  - 第29驱逐队：追风（日语：追風 (2代神風型駆逐艦)）、疾风（日语：疾風 (2代神風型駆逐艦)）、朝凪（日语：朝凪 (駆逐艦)）、夕凪
  - 第30驱逐队：睦月、如月、弥生、望月
- 第7潜水战队：迅鲸（日语：迅鯨 (潜水母艦)）
  - 第26潜水队：呂60（日语：呂号第六十潜水艦）、呂61（日语：呂号第六十一潜水艦）、呂62（日语：呂号第六十二潜水艦）
  - 第27潜水队：呂65（日语：呂号第六十五潜水艦）、呂66（日语：呂号第六十六潜水艦）、呂67（日语：呂号第六十七潜水艦）
  - 第33潜水队：呂63（日语：呂号第六十三潜水艦）、呂64（日语：呂号第六十四潜水艦）、呂68（日语：呂号第六十八潜水艦）
- 第24航空战队：千岁海军航空队（日语：千歳海軍航空隊）、横滨海軍航空隊（日语：横浜海軍航空隊）、神威（日语：神威 (水上機母艦)）、五州丸
- 第3根据地队：（防守帕劳群岛。司令部帕劳岛）
  - 第4炮舰队、福山丸
  - 第13掃海隊（无舰艇）
  - 第55驱潜队、第1元日丸、昭和丸、第3昭和丸、第5昭和丸
  - 第3防备队（无舰艇）
  - 第16航空队（无舰艇）
- 第4根据地队：（防守加洛林群岛。司令部特鲁克环礁）
  - 第5炮舰、高荣丸（日语：高栄丸）
  - 第14掃海隊（无舰艇）
  - 第56驱潜队（无舰艇）
  - 第57驱潜队、第15昭南丸
  - 第4防备队
  - 第17航空队
- 第5根据地队：（防守马里亚纳群岛。司令部塞班岛）
  - 第7炮舰队、胜泳丸
  - 第15掃海隊
  - 第59驱潜队、第5昭南丸、第6昭南丸
  - 第60驱潜队、第8京丸、第10京丸
  - 第5防备队
  - 第18航空队
- 第6根据地队：（防守马绍尔群岛。司令部瓜加林环礁）
  - 第8炮舰队、八海山丸、光島丸、兴津丸
  - 第16掃海隊
  - 第62驱潜队（无舰艇）
  - 第63驱潜队、第3昭南丸、第3文丸
  - 第64驱潜队、第10昭南丸、第11昭南丸
  - 第65驱潜队、第6京丸、第7京丸、特設捕获网艇宇治丸
  - 第6防备队
  - 第51警备队
  - 第52警备队
  - 第53警备队
  - 第19航空队
- 附属：圣川丸（日语：聖川丸 (特設水上機母艦)）、松荣丸、山鳩丸、冰川丸（日语：氷川丸）、金刚丸（日语：金剛丸 (特設巡洋艦)）、金龙丸（日语：金龍丸 (特設巡洋艦)）
  - 第4港务部、第4气象队（常驻特鲁克）、舞鶴鎮守府第2特別陆战队（所罗门群岛攻略部隊）

#### 1942年7月14日，中途岛海战后
- 独立旗舰：鹿岛
- 第4根据地队：
  - 高荣丸、第2長安丸、第2長江丸、平壌丸、第57、58驱潜队
  - 第41、42、43警备队、第21航空队、第3・4通信队
- 第5特别根据地队：
  - 昭徳丸、胜泳丸、第59、60驱潜队
  - 第54警备队、第5通信队
- 第6特别根据地队：
  - 生田丸、大同丸、八海山丸、光島丸、第16掃海隊、第62、63、65驱潜队
  - 第61～65警备队、第19航空队、第6潜艇艦基地队、第6通信队
- 第2海上护卫队：夕张
  - 第29驱逐队：追風、朝凪、夕凪、夕月（日语：夕月 (駆逐艦)）
  - 能代丸（日语：能代丸 (特設巡洋艦)）、长运丸
- 附属：常磐、宗谷、国川丸（日语：國川丸 (特設水上機母艦)）
  - 第4港务部、第4测量队

#### 1943年4月1日，瓜岛撤退后
- 独立旗舰：鹿岛
- 第14战队：那珂、五十鈴
- 第3特别根据地队：
  - 生田丸
  - 第67警备队、横須賀鎮守府第2特別陆战队、佐世保鎮守府第7特別陆战队
- 第4根据地队：
  - 高栄丸、第2長安丸、第2長江丸、平壌丸、第31、57驱潜队、第31、32、33号驱潜艇
  - 第902海军航空队、第41、42、43警备队、第85潜艇基地队、第3、4通信队、第4港务部
- 第5特别根据地队：
  - 昭徳丸、胜泳丸、第60驱潜队
  - 第54警备队、第5通信队
- 第6根据地队：
  - 香取丸、光島丸、大同丸、第63、64、65驱潜队、第16掃海隊
  - 第952海军航空队、第61～66警备队、第6潜艇基地队、第6通信隊
- 第2海上护卫队：
  - 第29驱逐队：追風、朝凪、夕凪、夕月
  - 隠岐（日语：隠岐 (海防艦)）、鹎（日语：鵯 (水雷艇)）、鸿（日语：鴻 (鴻型水雷艇)）
- 附属：常磐、筑紫（日语：筑紫 (測量艦)）
  - 佐世保鎮守府第7特別陆战队、第4气象队
  - 第1測量隊

#### 1944年4月1日，战时编制制度改定
- 独立旗舰：长良
- 第4根据地队
  - 第32、57驱潜队、第31～33号驱潜艇
  - 第902海军航空队、第41、42、44、67警备队、第85潜艇基地队、第4通信队、第4运输队、第4港务部
- 第6根据地队
  - 第61～66警备队
- 附属：第2、31鱼雷艇隊
  - 横須賀鎮守府第2特別陆战队、第6、43、46、48、81、84～86防空队、第221、227工程队

#### 1945年6月1日，最终编制
- 第4根据地队
  - 第41～44、47～49、67警备队、第4通信队、第4港务部
- 第6根据地队
  - 第62～66警备队
- 附属：东加罗林海军航空队、马里亚纳海军航空队、横須賀鎮守府第2特別陆战队、第216、221、223、227工程队

### 历任司令长官
1. 片桐英吉中将：1939年11月15日 -
2. 高須四郎中将：1940年11月15日 -
3. 井上成美中将：1941年8月11日 -
4. 鮫島具重中将：1942年10月26日 -
5. 小林仁（日语：小林仁 (海軍軍人)）中将：1943年4月1日 -
6. 原忠一中将：1944年2月19日 - 投降

### 历任参谋长
1. 岸福治少将：1939年11月15日 -
2. 矢野志加三少将：1941年10月10日 -
3. 鍋島俊策少将：1942年11月1日 -
4. 澄川道男少将：1944年1月6日 -
5. 有馬馨少将：1944年3月30日 -
6. 澄川道男少将：1944年8月12日 - 投降